# 苏联解体
1991年12月25日唯一一任苏联总统米哈伊尔·戈尔巴乔夫宣布辞职，蘇聯最高蘇維埃于1991年12月26日通過決議宣佈苏联停止存在，标志着苏联解体（羅馬化：Raspad SSSR），意味立国69年的苏联作为主權國家不复存在。除波罗的海三国以外的原12個蘇聯加盟共和國自此从法律上取得主權國家地位（1991年9月6日，苏联国务委员会承认爱沙尼亚、拉脱维亚、立陶宛独立，使波罗的海三国从法律上恢复原本于战间期享有的主权国家地位）。
苏联解体代表着自第二次世界大战结束后持续了近半个世纪的冷战和两极格局的结束，并且使在雅尔塔会议形成的雅尔塔体系瓦解，很多原来是苏联盟友的欧洲主权国家在苏联解体后开始通向西方阵营，美国也在苏联解体后成为世界上唯一的超级大国。

苏联解体后的独立主权国家，有3國本來就是联合国会员国，另外12國於恢復主權後加入（按图中数字顺序排列）

| - 1. 俄羅斯 - 2. 乌克兰 - 3. 白俄羅斯 - 4. - 5. - 6. - 7. - 8. 立陶宛 |  | - 9. 摩尔多瓦 - 10. 拉脫維亞 - 11. - 12. - 13. 亞美尼亞 - 14. - 15. 爱沙尼亚 |

## 苏联解体原因
1991年以来，政治界、学术界许多人士对苏联解体的原因、影响和后果进行了多方面的探视和研究，已经出版的著述和发表的论文数量浩繁，观点各异。不過仍有基本的脈絡，大致上有以下几种主要因素。

### 體制封閉、模式僵化
史称“斯大林主义”的政治、经济、文化体制，是一种高度集中和集权的体制。二战之前各国也有採类似之体制以因應国内外紧张局势，為集中一切人力、财力、物力對應备战和应战的需要所採用的特別制度，例如德国和日本在短短十多年时间里取得快速工业化和极大增强军力的显著成果。在同樣的指導原則下，二战结束後苏联成为欧洲第一强国、世界第二超級大國。然而，这种战时体制在本质上严重背离经济学的基本规律，压抑了地方经济部门、企业部门和部分劳动者的积极性，加上其力行於政治上整肅各种反动派和压制持不同政见的知识分子，導致思想的單調化和极端化，使整个社会仅在特定方面急速进步。斯大林过世后，斯大林模式失去动力，苏联从此陷入不正常發展軌道的困境。
第二次世界大战以后，随着时代主题逐渐向着和平发展转移，蘇聯迎來了新領導人的“修正主義”，與西方關係趨和緩，然而坚持軍事、重工業第一的“斯大林主义”依然堅固地控制著蘇聯的方方面面，抑制社會活力所生的弊端进一步凸现，之後的修正也因成果不彰而被廢棄，苏联始終處於僵化、封闭的状态，其发展道路愈发受到国内外質疑。
苏联共产党总书记勃列日涅夫执政后期，苏联领导层竭力回避改革，经济改革措施大多半途而废，致使经济发展迟滞，远远落后于美国等资本主义国家。1972年尼克森訪華後，美苏战略均衡的态势逐渐被打破，并且苏联的实际军费开支已接近甚至超过美国，而苏联的国民生产总值却只有美国的一半多，武器的研發與使用更是隱性軍費，这使苏联的国民经济发展不堪重负。另一方面，苏联人民的生活水平明显下滑，尤其是农民的生活水平，生产粮食不如进口粮食便宜，农产品的增长赶不上需求增长。战后到1980年代末人民生活水平的各项指标增速呈逐年递减态势，苏联经济的各项指标也都出现速度递减。例如苏联国民收入於1950年代平均增长10.3%，1960年代平均增长6.8%，1970年代平均增长4.9%，1980年代经济增长率继续下跌，到1990年代则開始出现下降。
能源出口收入占苏联外汇收入最高曾达到54.4%（1984年），在1973年和1979年第一、二次石油危机期间，苏联大幅增产，拒绝与OPEC限产保价相配合。其与OPEC争夺西欧市场，争当西方的“可靠伙伴”。20世纪80年代，苏联极度依赖油气出口收入来维持经济运转，油气价格下跌使苏联国力遭受重创。1985年8月，美国里根政府迫使沙特增产，实行“逆石油冲击”战略，戈尔巴乔夫改革时期，苏联陷入了用增产维持石油美元收益的怪圈。 
同时蘇聯末期，苏联政府的秘密报告指出，卢布出现严重贬值、国民购买力严重下降，国内物资、商品尤其是生活用品极度匮乏，人们要为了购买自己的生活必需品而一大早就排长伍，甚至苏联民众在商店和超市里已经无法买到必要的商品。当时还出现了囤积物资后再高价卖出的“地下经济”，而这种情况最后还变得越来越猖獗且政府已经无力管控。从1990年开始，苏联政府就再也没有公开发表过任何对经济状况的统计和报告，也没有按例制定和发布相应的“五年计划”。 
苏联农业衰退的基础是在1930年代形成的。苏联选择了斯大林模式，彻底消灭个体经济，组织大规模生产，完全剥夺了农业生产者的物质利益，並選用了不合理的生產策略，这使外貿农业发展走向末路。國內農產方面，因为政府不愿意、也不打算在农业生产领域实施痛苦的但却必要的市场化改革，这种情况导致了苏联农产品消费市场在1990-1991年间的彻底崩溃。

### 政治改革失誤與领导失职
苏联从1922年起开始实行新经济政策，列宁对战时共产主义政策进行改革，并强调更加发扬党内民主。然而自1924年斯大林当权以来，形成了高度集中化的政治经济体制。虽然在这种体制下苏联实现了工业化，但到了1950年代，弊端日益暴露，阻碍了苏联的发展。随后，赫鲁晓夫和勃列日涅夫两任苏共领导人先后进行改革，但他们只是对原有体制進行小修补，没有从根本上彻底改变高度集中的政治经济体制，而到了勃列日涅夫统治的后期所有改革全部停滞。此種體制傾向於犧牲下層人民的利益來解決上層權貴的問題，從1989年開始，蘇聯由於改革失利與嚴重的通貨膨脹，開始對下層人民實行進一步的緊縮政策。
1985年3月米哈伊尔·戈尔巴乔夫出任苏联共产党中央委员会总书记，所面对的是一个动荡的世界和困难重重的国内环境，到了不得不改革求生存的地步。
但另一方面，他的社會主义改革带来了意想不到的后果。随着中央权力的下放，各加盟共和国的领导人开始寻求更大的自主权力。随着“公开化”的日益深入，苏共的历史问题和历史罪行被揭露的同时，民心也逐漸流失。尤其是在1989年，东欧共产党国家的体制在政治和经济方面积累的错误发生了总爆发，共产党及其政治目标在东欧国家日益不得人心，东欧国家的共产党政权纷纷倒台。苏联加盟共和国政府也纷纷效法东欧诸国，意图脱离苏联而独立。西方新聞媒體亦常戲謔地稱“蘇聯”為“蘇分”（Soviet Disunion）。
苏联经济学家格里高利·亚夫林斯基认为，戈尔巴乔夫制定了所謂500天计划，在尚未有完整的市场经济理论支持下，想利用短短500天将苏联原来的计划经济彻底转变为市场经济，结果是国内在价格固定的情况下生产者不愿意亏本出售商品，导致生产力下降，商品供应不足，最终政策被迫终止，但此时黑市充斥着美元，卢布已经贬值到接近崩溃的边缘，1990年的劳动节，苏联领导人在人民的谩骂声中走下红场主席台。
直至八一九事件发生，苏联共产党处境到了危难关头，戈尔巴乔夫主动辞去苏共中央总书记的职务，使苏共迅速走向衰败。苏共衰败，是苏联剧变的前兆；苏联解体，是苏共垮台不可避免的结果。

### 各阶层的權力不均使得党-国精英转向寡頭
苏联各级党政干部的官僚主義自建立時已存在，二次大战后逐渐形成为特权阶层，享有各种既得利益。到勃列日涅夫时期，更形成一批“官僚氏族集团”，这批集团大约有50-70万人，加上他们的亲属共有300万人之多，  約占全國人口的1.5%。約占全國人口的1.5%这些集团内部儿女联姻，官官相护，贪污渎职，號稱代表人民利益的黨的幹部群體逐漸蛻變爲與人民對立的特權階層。使执政党与民众之间隔阂越来越大，民心尽失。
有一种观点认为，搞垮苏联的不是反共分子，不是外国敌对势力，就是这些官僚特权阶层为维护和扩大其既得利益而造成的。反之同樣地，當群眾日益感受到特權階層与自身利益的根本背道而馳時，這種政治體制的衰敗和瓦解也就不可避免。在切尔诺贝利核事故发生后，人民更加认识到苏共腐败本质而加剧了对政府的不满。苏共官员干部大搞裙带关系，官商勾结与权贵资本主義严重侵犯了人民的利益。苏联体制制造了一个等级森严的社会，上层根本接触不到底层的民众，不了解人民的疾苦，在粉饰下其所看到的只是他们想看到和让其看到的东西。官员干部并不关心人民艰难的生存现状，政府对于人民的态度只是任其自生自灭，面对苏联大量老百姓的贫穷和饥寒交迫苏共则视而不见。最终苏共致使自己完全丧失了民心。
具体地说，1980年代末，官僚集团羽翼已经丰满，将大量国家财富占为己有，此时，他们急切希望苏联共产党的垮台和社会主义制度的剧变，以便通过国家制度的公开变更，在新制度下从法律上承认他们攫取的财富合法化，并能名正言顺地将这些财富传给子孙。基于这样的认识，有的学者认为，苏共的垮台和苏联的剧变，是“一次来自上层的革命，旧统治集团中的主体部分自行背叛了以往对自己借以统治的体制的忠贞，掉头而去”而即使是軍隊等政府背景的單位，也因為喪失了奮鬥的目標，軍心渙散而無力再阻止聯盟崩潰。中國大陸也有社會主義学者认为，苏共党内官僚特权阶层“在很大程度上是苏联既得利益集团、苏联上层统治阶级内部矛盾而产生的‘自我政变’”。
学者大卫·M·科兹认为，戈尔巴乔夫改革催生了一个新的资本家阶级，而大量苏联共产党及政府内的精英为逐利，转而拥护资本主义。他认为，苏联解体后，俄罗斯的大量金融寡头是苏联共产党、共青团出身可以作证这一点。大卫·M·科兹认为，不是因为苏联的国家社会主义体制终结，而是由于党-国精英抛弃了旧体制，苏联体制才终结。

### 民族歷史恩怨问题、地方與中央財務負擔不公問題
苏联是在俄罗斯帝国的废墟上建立起来的、以民族为特征的联邦制国家。从1547年莫斯科大公伊凡四世称沙皇建立俄罗斯沙皇国开始到1917年俄罗斯帝国被二月革命推翻，在长达370多年中，沙俄先后扩张占领了外高加索、中亚、西伯利亚和远东等地，使其版图扩张了8倍，征服的民族达120多个。因而民族问题困擾統治由来已久，沙皇的對付方式卻異常殘忍，十月革命虽然打碎了旧的沙俄，建立起崭新的社会主义制度，但是旧俄疆域上形成的多民族国家共同体及其民族问题却历史地遗留给了苏联。
苏联为解决民族问题作了不少努力，推行優待少數民族的政策，利用俄羅斯的資源補助落後地區，民族的體制內分配政策等，也曾取得一些成绩，但由于历史上传袭下来的民族问题的严重性和民族关系的复杂性，加在处理问题的一系列理论與民族和解未能根本落實，加上实践上的失误與衝突歷史的隱瞞，使民族问题未能得到解决。苏联存在的69年中，其民族问题可谓头绪纷繁、盘根错節。
为確保统治權與防止反叛，俄國的做法是從19世紀下半葉開始改變保有特定民族自治權利的政策，逐步對被征服的民族实行残酷压迫和大力進行教育洗腦，极力煽动大俄罗斯沙文主义情绪（大民族主義），唆使俄罗斯人鄙视、仇恨、欺压非俄罗斯民族，強力執行移民和種族清洗改變人口分布，即所謂俄羅斯化政策，這與西方殖民者分而治之的放任管理不同，埋下嚴重的後果。非俄罗斯地区的一切重要职务都由俄罗斯人担任，俄语为官方语言，禁止用非俄语出版书报，学校禁止用非俄语授课，非俄罗斯民族被迫俄罗斯化，并经常遭到蹂躏与奴役和屠杀。另外，俄罗斯帝國倒台後，新建的蘇聯在20世紀的历史上又一次再对外扩张，俄国十月革命后，順應一戰後的國際局勢，列宁当政时期一度承认各民族有自决权，但列宁去世后的苏联恢复了对外扩张的路线，斯大林时期强行吞并波罗的海国家和芬兰的卡累利阿，導致蘇德戰爭時，羅馬尼亞、芬蘭和德國聯合一致攻蘇。
从1919年至1944年，先后并入了独立的希瓦汗国、布哈拉汗国、乌克兰人民共和国、阿塞拜疆民主共和国、格鲁吉亚民主共和国、爱沙尼亚共和国、拉脱维亚、立陶宛共和国（包括中立陶宛共和国）、图瓦人民共和国等国家，并对外侵略和武力兼并了包括罗马尼亚與芬兰等民族的大片聚居地，對外兼併了大量的落後地區，給本身特別是俄羅斯為首的加盟國，帶來了巨大的管理難度和經濟問題。蘇聯內部在第二次世界大战的战时和战后，苏联还对境内的波兰人、芬兰人、爱沙尼亚人、拉脱维亚人、立陶宛人、伏尔加德意志人、克里米亞韃靼人、卡尔梅克人、车臣人、印古什人和远东朝鲜人、汉人等少数民族实行了残酷的种族清洗和种族迁移，因此令這些少數民族企圖利用蘇聯的敵人幫助自己，如前述所說蘇德戰爭時期，也在德軍支援下發生的車臣、印古什叛亂等暴力事件。
這其中倡導的民族解放的民族主义，卻被视为苏维埃和社会主义的对立面而矛盾地受到打压，各民族的政治、文化和经济精英多被处决，民族语言文化和民族意识遭到摧残，不但如此蘇聯在境內為了攏絡，施行了民族保護性政策，作為主體的俄羅斯族本身的權益和好處進行退讓，也在畸形的民族補助政策下被制約與感受到不公平。在戈尔巴乔夫推动新思维改革后，激化并爆发了苏联所长期存在的民族矛盾，一些如波兰的卡廷森林惨案和1944年时期苏联政府对车臣人的流放等历史真相被解禁并逐渐被曝光出来，最終这些事件也得到了平反導致人心思變更加厲害。与事实上实行的“大俄罗斯主义”政策不同，《苏联宪法》卻明确规定各加盟共和国拥有主权并享有脱离联盟的权利，这成为最終解体的法律基础。
1990年3月，富裕的波羅的海立陶宛率先宣布獨立，中亞等受俄羅斯補助的貧困受益國雖未打算實行這類權利，具備完善工業與發達城市的俄羅斯，受到政治衝擊後，卻在經濟轉型的困頓中，因為深受其害而決心獨立出去，擁有國家自然資源的中小加盟國政府被拋棄陷入財務困難，最終使得願意維持蘇聯的加盟國也走上分家經營。儘管還有獨立國協，由于苏联时期对少数民族的迫害，使俄羅斯這個國家背上歷史包袱。在苏联解体后新成立的波罗的海国家、乌克兰和高加索国家境内都存在强烈的反俄情绪，如波罗的海三国拒绝使境内的俄罗斯族在苏联解体后自动获得国籍，乌克兰则禁止在学校里讲俄语。

### 布热津斯基的观点
布热津斯基在《第二次机遇：三位总统与超级大国美国危机》一书中明确提出：“美国确实在苏联解体的政治进程中发挥了核心作用。”“作为1970年代末的总统助手，我长期以来确信俄罗斯帝国的多种特征是其阿喀琉斯之腱，我曾提出了一个中庸的秘密计划，旨在支持苏联内部非俄罗斯共和国的独立要求。而国务院的反应是，当时苏联事务的主要专家劝说国务卿说，事实上现在存在一个‘苏维埃民族国家’，一个很像美国的多种族混合体，我的提议将会产生相反的作用。因此计划没有推进。”布热津斯基毫不讳言瓦解苏联是美国一以贯之的长期战略。他说：“苏联的解体是长达40年的两党共同努力的结果。几乎每位美国总统都以不同方式为此结果作出了实质性的贡献，而且，作出贡献的还有其他一些人物，比如教宗若望保祿二世、莱赫·瓦文萨（波兰团结工会的领导人）以及米哈伊尔·戈尔巴乔夫（造成苏联解体的“新思维”的提出者）。”“最为重要的是，几位美国总统对苏联构成的长期威胁具有共识。他们遏制苏联使用军事力量来扩大其支配范围，并在同时迫使苏联这个对手在其处于劣势的政治和社会经济领域（展开竞争）。……这吸干了苏联的资源，使苏联在意识形态上不再强大，其政治成功不再具有吸引力。”
布热津斯基认为，在美国瓦解苏联长期战略的作用之下，里应外合，苏联最终由内部崩溃。他在另一本著述《大棋局：美国的首要地位及其地缘战略》中写道：“像以前的很多帝国一样，苏联最后从内部爆炸和瓦解了。其原因并不是直接的军事失败，而主要是由经济和社会问题加速引起的分崩离析。苏联的命运证实了一位学者的正确看法：帝国在政治上生来就是不稳定的，因为下属单位几乎总是喜欢享有更大程度的自治。而且这些单位的那些反动派精英几乎总是抓住机会采取行动以取得更大程度的自治。从这个意义上说，帝国不会被攻克，而只会分崩离析。这种分崩离析通常是非常缓慢的，但有时也会非常迅速。”
与其说“美国确实在苏联解体的政治进程中发挥了核心作用”，一定程度上不如说是由美国與西歐主导的價值觀（经济、政治、宗教等）在此历史进程中发挥了核心作用。

### 透過進步意識形態推動和平演变
和平演变说的观点认为，以美国为首的西方反共国家为了自身利益，在武力为后盾对社会主义国家遏制的同时，强化政治、经济、文化和意识形态领域的手段，全面推出所谓“自由、民主、人权”等普世价值观，支持共产主义国家反共势力，加速资本主义化的进程。中國學者项国兰認為，首要避免多元思想與馬克思主義的相競爭，應該要認識到堅持領導專政的重要性，加上維護對黨與國家的唯一信仰，才能防止從上到下的人心思變，一旦了解到主體意识形态的破產，而這些紛紛覺醒的黨員與知識分子，提倡解散也就不可避免了，也就是說，蘇聯對於个人崇拜的批判以及對外部過於開放等放棄政權自主的作法，開始思考到對世界落後確實存在，並實施了錯誤的改革，圍堵外部世界亦不曾嘗試過，才使得蘇維埃制度相比其他斯大林主義國家最終撐不下去的結局。不过，虽然和平演变战略对苏联的剧变起着推波助澜的作用，但外部因素只是一小部分，但当时苏联国内出现政治、社会危机和动荡難以控制，也是不可忽视的原因之一。

### 維持軍隊的國力虛耗
长期的軍備競賽，给苏联造成沉重的经济负担，1975年最先減少的是太空计划的開支，甚至變成與美國合作。除了耗費不貲拉大了苏联与发达国家的距离之外，蘇聯在冷戰中後期不斷用兵也造成名聲的敗壞。美苏两国间的军备竞赛使国家财力过多地投入国防军事预算，在蘇聯這會加剧国民经济的比例失调，特别是勃列日涅夫时期穷兵黩武，发动阿富汗战争，美蘇同時推出星球大战计划，使国防军事开支猛增。国内各类矛盾积聚，也是苏联解体原因之一。此外中华人民共和国在1950年末開始也與蘇聯長期交惡，1970年代後更與美國結盟，在遠東、新疆與阿富汗的邊境地區對峙，也造成蘇聯不小的負擔。

### 環境危機與信任崩解
1986年4月26日凌晨1時23分47秒（UTC+3），位於苏联加盟共和国乌克兰普里皮亚季市切尔诺贝利核电站第四号反应堆，发生了史上第一次第7级核事故（国际核事件分级表中最严重的等级）。爆炸引起的火灾将高剂量辐射尘埃散发到大气层中，超过336,000名周边居民被迫撤离，善后费用及其他损失累计超过2,000亿美元（含通货膨胀），造成了除军备竞赛外另一沉重的经济负担。
苏联在事故发生初期，领导高层只得到“只是反应堆发生火灾但是没有爆炸”信息，以致于爆炸34小时后才开始采取撤离措施。原先采取秘而不宣之处理态度直到接到从瑞典政府透过外交管道发来的信息，此时放射性物质已经飘散到瑞典，苏联终于明白事情远比他们想的严重。在此之后苏联資訊虽更显得透明化，但国民已经对于苏联信任崩溃，前苏联总统戈尔巴乔夫曾表示：“切尔诺贝利核事故可能成為5年之後蘇聯解體的真正原因，其重要程度甚至要超過我所開啟的改革事業。”

### 苏联對各加盟國法律規定與獨聯體的成立
苏联實際上是多個政治實體組成的聯邦制國家，這為國家分裂構成了可能，同時成立宣言、成立条约及历次宪法均规定了苏联各加盟共和国享有自由退出联盟的权利，過去苏共黨中央透過集中監視、裙帶政治、或者補助中亞等落後地區來阻止這項權利被各加盟共和國實行，但在民主改革後這樣的高壓脅迫與不公平的手段已無法持續。不但加盟國自行脫離，俄白烏三國領導人當時也提出以別洛韋日協議的獨聯體取而代之蘇聯。这些十月革命時期留下來的模糊法令一直沒有做補充或是修正案來適應新狀況，因此为加盟共和国独立及苏联的解体提供了法律依据。
同時中央地方分權與選舉制度亦然存在問題，戈巴契夫在1985年就任蘇聯共產黨中央委員會總書記上台執政後，推動政治改革，將部分中央權力下放給予蘇聯加盟共和國。而最大的加盟國俄羅斯蘇維埃聯邦社會主義共和國佔蘇聯人口的三分之二與七成的土地，比例嚴重失衡。1991年6月12日，尚為蘇聯加盟國的俄羅斯進行了首次總統全民直選，已退出苏联共产党的叶利钦以無黨籍身分獲得57%的得票率當選首任俄羅斯總統。至於戈巴契夫屬意的候選人雷日科夫僅獲得16%選票。而反觀中央政府普遍是間接選舉，如戈巴契夫一年前才剛由人民代表大會選出首任蘇聯總統，非人民直選，這樣的相對保守的選舉設計，導致中央政府在正當性及民意基礎，較幾乎是全民選出來的地方首長俄羅斯總統葉爾辛明顯不足。
八一九事件之後，平息政變的當時蘇聯最有權勢的地方首長、俄羅斯總統葉爾辛宣布蘇聯共產黨為非法組織，限制其在俄羅斯境內的活動。戈巴契夫被迫辭去蘇共總書記的職務，並建議苏联共产党中央委员会自行解散，讓下屬各黨組織自尋出路。四個月後，已無實權的戈巴契夫被迫辭去蘇聯總統。

## 全民公投

1991年苏联公民投票是否保留苏联，多數蘇聯人贊成蘇聯維持現狀。
95-100% 是
90-95% 是
85-90% 是
80-85% 是
75-80% 是
70-75% 是
未参与的加盟国

1991年3月17日，苏联政府在境内举行全民公投，以决定国家前途。此次公投除格鲁吉亚、爱沙尼亚、拉脱维亚、立陶宛、摩尔多瓦和亚美尼亚六个加盟共和国抵制外，其他九个加盟共和国的近1.5亿苏联公民参加投票，投票结果显示78%的苏联公民希望国家维持现状，照此本有機會可以構建新的聯盟取代蘇聯。

## 八一九事件

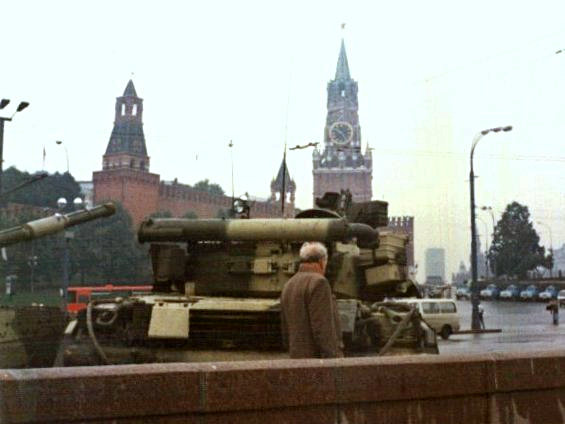
八一九事件時的莫斯科街頭坦克

1991年8月19日，以时任苏联副总统根纳季·亚纳耶夫为首的苏共保守派发动了一场未遂政变，软禁了当时正在克里米亚度假的苏共中央总书记兼苏联总统的戈尔巴乔夫，试图收回下放给加盟共和国的权力，同时终止不成功的经济改革。但是由於保守派手段過於激进，且向來視人權與法治如無物而引起反感，在人民和大多数苏共党员的联合反对以及部分苏军的倒戈下，政变维持三天便宣告失败，而参与组织政变的紧急状态委员会成员均在政变被平息后遭到整肅，被捕下狱。
虽然戈尔巴乔夫在政变结束后复职，但苏联政府已经无法控制在平息政变的过程中，大為加强的分离势力，各個加盟共和国都紛紛宣布脫離蘇聯。1991年8月24日，戈尔巴乔夫辞去了苏共中央总书记的职务，并“建议”苏共中央委员会自行解散，让下属各党组织自寻出路，苏共中央位于莫斯科的大楼也在戈尔巴乔夫宣布辞去苏共中央总书记一职的一小时后被俄罗斯总统叶利钦下令查封。很多加盟共和国的共产党或自行解散，或更改党名为“人民民主党”、“社会党”或“社会民主党”等，苏联共产党就此解散，苏联在此时已是幾乎滅亡。

## 各加盟共和国的独立時間

顯示蘇聯內部各個加盟共和國的獨立時間和蘇聯領土變化的動畫地圖

在苏联解体之前，加盟国立陶宛於1990年3月11日率先宣佈獨立，其他加盟共和国、自治共和国等也纷纷加以仿效，先后发表了宣布恢复或收复主权的声明，称为“主权游行”，并开始制订实现独立的步骤和措施。八一九事件后，除俄罗斯外的各加盟共和国全部宣布独立，在俄罗斯境内的鞑靼斯坦、车臣等地也出现了要求独立的主张。
各加盟共和国独立时间如下：
| 加盟共和国旗 | 加盟共和国徽 | 国家     | 独立时间 | 首都                                                               | 地图 |
| ------------ | ------------ | -------- | --- | ------------------------------------------------------------------ | ---- |
|              |              | 立陶宛   | 1990年3月11日 | 维尔纽斯                                                           |      |
|              |              |          | 1991年4月9日 | 第比利斯                                                           |      |
|              |              | 爱沙尼亚 | 1991年8月20日 | 塔林                                                               |      |
|              |              | 拉脫維亞 | 1991年8月21日 | 里加                                                               |      |
|              |              | 乌克兰   | 1991年8月24日 | 基辅                                                               |      |
|              |              | 白俄羅斯 | 1991年8月25日 | 明斯克                                                             |      |
|              |              | 摩尔多瓦 | 1991年8月27日 | 基希讷乌                                                           |      |
|              |              |          | 1991年8月30日 | 巴库                                                               |      |
|              |              |          | 1991年8月31日 | 塔什干                                                             |      |
|              |              |          | 1991年8月31日 | 比什凯克                                                           |      |
|              |              |          | 1991年9月9日 | 杜尚别                                                             |      |
|              |              | 亞美尼亞 | 1991年9月21日 | 叶里温                                                             |      |
|              |              |          | 1991年10月27日 | 阿什哈巴德                                                         |      |
|              |              |          | 1991年12月16日 | 阿拉木图（1991-1997） 阿克莫拉（隨後改名為阿斯塔納）（1997年至今） |      |
|              |              | 俄羅斯   | 1990年6月12日俄罗斯最高苏维埃宣布恢復主权，1991年12月25日宣布国名由“ 俄罗斯苏维埃联邦社会主义共和国”更名为“俄罗斯联邦” | 莫斯科                                                             |      |

### 各加盟共和国独立进程
| 联合国会员国 | 獨立公投                         | 引發獨立事件                 | 獨立時間                                               | 備註 |
| 波罗的海国家 | 波罗的海国家                     | 波罗的海国家                 | 波罗的海国家                                           | 波罗的海国家 |
| ------------ | -------------------------------- | ---------------------------- | ------------------------------------------------------ | --- |
| 拉脫維亞     | 1991年拉脱维亚独立公投           | 拉脫維亞一月事件             | 1991年3月3日（公投） 1991年8月21日（正式獨立）         | 1990年5月4日：拉脱维亚最高苏维埃宣布开始恢复独立进程；1991年8月21日：拉脱维亚独立 |
| 爱沙尼亚     | 1991年爱沙尼亚独立公投           | 波羅的海之路、歌唱革命       | 1991年3月3日（公投） 1991年8月20日（正式獨立）         | 1990年3月30日：爱沙尼亚最高苏维埃宣布开始恢复独立进程；1991年8月20日：爱沙尼亚独立 |
| 立陶宛       | 1991年立陶宛独立公投             | 立陶宛一月事件               | 1991年2月9日（公投） 1990年3月11日（和平獨立）         | 1990年3月11日：立陶宛最高苏维埃宣布恢复独立；1991年9月6日：苏联国务委员会承认爱沙尼亚、拉脱维亚和立陶宛独立，并宣布支持其加入联合国和歐盟 |
| 東斯拉夫三國 |                                  |                              |                                                        | |
| 俄羅斯       | 关于引入俄罗斯总统职位的全俄公投 | 別洛韋日協議、1991年苏联公投 | 1991年3月17日（公投） 1991年12月25日（俄羅斯聯邦成立） | 1990年6月12日：俄罗斯发表主权宣言，宣布主权独立，在其境内俄罗斯法律地位高于苏联法律。1991年3月17日：举行关于保留苏联的全民公决，76.4%的投票人赞成保留经过改革的蘇維埃主权共和国联盟。波罗的海三国、格鲁吉亚、亚美尼亚和摩尔多瓦没有参加投票；1991年8月24日：俄罗斯宣布独立；1991年12月25日：苏联解體，俄罗斯联邦事实独立 |
| 白俄羅斯     | 1991年苏联公投                   | 別洛韋日協議                 | 1991年3月17日（公投） 1991年8月25日：白俄罗斯独立      | 1991年8月25日：白俄罗斯独立；1991年8月19日：苏联紧急状态委员会发动819政变 |
| 乌克兰       | 1991年烏克蘭獨立公投             | 別洛韋日協議                 | 1991年12月1日（公投） 1991年8月24日（主權宣言）        | 1991年8月24日：乌克兰独立。 |
| 中亞五國     |                                  |                              |                                                        | |
|              | 1991年苏联公投、阿拉木圖宣言     | 阿拉木图十二月事件           | 1991年3月17日（公投） 1991年12月16日（正式獨立）       | 1991年12月16日：哈萨克斯坦独立 |
|              | 1991年苏联公投                   | 奧什騷亂                     | 1991年3月17日（公投） 1991年8月31日（正式獨立）        | 1991年8月31日：吉爾吉斯斯坦独立 |
|              | 1991年苏联公投                   | 不適用                       | 1991年3月17日（公投） 1991年9月9日（正式獨立）         | 1991年9月9日：塔吉克斯坦独立 |
|              | 1991年土库曼斯坦独立公投         | 不適用                       | 1991年10月26日（公投獨立） 1991年10月27日（正式獨立）  | 1991年10月27日：土库曼斯坦独立 |
|              | 1991年乌兹别克斯坦独立公投       | 不適用                       | 1991年12月29日（公投） 1991年8月31日（正式獨立）       | 1991年9月1日：乌兹别克斯坦独立 |
| 外高加索三國 |                                  |                              |                                                        | |
|              | 1991年喬治亞獨立公投             | 4月9日悲劇                   | 1991年3月31日（公投獨立） 1991年4月9日（正式獨立）     | 1991年4月9日：格鲁吉亚宣布独立 |
| 亞美尼亞     | 1991年亞美尼亞獨立公投           | 不適用                       | 1991年9月21日（公投） 1991年9月21日（正式獨立）        | 1991年9月21日：亚美尼亚独立 |
|              | 1991年阿塞拜疆独立公投           | 黑色一月大屠殺               | 1991年12月29日（公投） 1991年8月30日（正式獨立）       | 1991年8月30日：阿塞拜疆独立 |
| 其他         |                                  |                              |                                                        | |
| 摩尔多瓦     | 1991年苏联公投                   | 不適用                       | 1991年8月27日（宣佈獨立） 1991年12月25日（正式獨立）   | 1991年8月27日：摩尔多瓦独立 |

## 苏联的终结
1991年12月8日，白俄羅斯、俄羅斯、烏克蘭三國領導人舒什克维奇、叶利钦和克拉夫丘克在白俄羅斯布列斯特北方50公里的比亞沃維耶扎原始森林會談，簽署別洛韋日協議，宣布三国退出蘇聯，并建立一个类似英联邦的架构来取代舊苏联，其國家繼承為獨立國家聯合體。除波罗的海三国和格鲁吉亚以外的其他苏联加盟国纷纷响应，离开苏联並加入独联体，苏联在此时已名存实亡。1991年12月24日，叶利钦致函联合国秘书长德奎利亞爾，苏联在安理会及其他联合国机构中的成员国资格将由俄罗斯联邦及独联体其他11个成员国继承。
1991年12月25日，為了避免蘇聯境內爆發內戰，苏联总统戈尔巴乔夫宣布辞职，将国家权力移交给俄罗斯总统叶利钦。19时38分，苏联国旗在克里姆林宫缓缓降下，並由俄罗斯国旗取而代之。
1991年12月26日，苏联最高苏维埃通过最后一项决议，就苏联停止存在和建立独立国家联合体一事发表宣言，并通过议会关于苏联及联盟国家政权机构和管理机构的法律继承问题的决议，苏联就此正式解体。

## 后续與反應

俄羅斯的国内生产总值在蘇聯解體後下滑。(2014年後的數據是預測數據)

苏联解体后，俄罗斯总统鲍里斯·叶利钦和总理叶戈尔·盖达尔实行“休克疗法”，借此来刺激俄罗斯经济和他夢想的100天实现資本主義的目标。并在其刚刚上台时就发行国有债券，每个俄罗斯公民都能拥有国有债券，但是俄罗斯人的憧憬很快就破灭了，在休克疗法的作用下俄罗斯经济出現嚴重問題，超过70%的人生活在贫困线以下，老人没有退休工资，国家财富被个人占为己有，小部分人暴富，大部分人赤贫，政府支出銳減而稅收沉重。嚴重的信用體系崩潰使大量工廠倒閉。 叶利钦实行的休克疗法政策以及受到1997年发生在东南亚国家的亚洲金融危机的影响，直接导致1998年爆发俄罗斯金融危机，这次危机使得俄罗斯经济几近崩溃，直至2000年国际油价上涨后俄罗斯经济才得以实现增长，而叶利钦失败的经济政策也导致其在1999年12月31日辞去俄罗斯总统一职，职位由当时的俄罗斯总理弗拉基米尔·普京来代替。
此外，苏联解体也导致在苏联时期被长期压制的地方矛盾集中爆发，部分热点地区如塔吉克斯坦、吉尔吉斯斯坦、乌克兰、亚美尼亚、纳卡地区、南奥塞梯、德涅斯特河沿岸、车臣、达吉斯坦、阿布哈兹、克里米亚和顿巴斯等地均爆发了规模不等的骚乱和战争，并持续至今。蘇聯解體的政治影響亦波及未受其与东欧剧变影响的社会主义国家，产生对比作用。比如在中华人民共和国，苏联的解体經常对堅持一黨制及无产阶级专政的观点起到負面對比作用。實際上到1993年後，俄羅斯实行西方式民主化改革的进程并不成功，与之相對，彼时在东欧剧变在民主轉型與經濟轉型上，一些取得了较好成果的很多前社會主義國家，如波兰与匈牙利，却并未被廣泛提及。在对苏联解体的学术观点上，中华人民共和国等社会主义国家认为其解体是西方外部勢力操縱摧毀國家，貿然自由化的后果，而解体后的民主化则導致了俄罗斯的衰敗。在西方，对苏联解體的分析與随之带来的外交關係轉變則更加多元。

## 後蘇聯國家列表

### 独联体

#### 现独联体成员国
| 国家     | 签署           | 批准           | 宪章批准       | 成员状态 |
| -------- | -------------- | -------------- | -------------- | -------- |
| 亞美尼亞 | 1991年12月21日 | 1992年2月18日  | 1994年3月16日  | 官方成员 |
|          | 1991年12月21日 | 1993年9月24日  | 1993年12月14日 | 官方成员 |
| 白俄羅斯 | 1991年12月8日  | 1991年12月10日 | 1994年1月18日  | 官方成员 |
|          | 1991年12月21日 | 1991年12月23日 | 1994年4月20日  | 官方成员 |
|          | 1991年12月21日 | 1992年3月6日   | 1994年4月12日  | 官方成员 |
| 摩尔多瓦 | 1991年12月21日 | 1994年4月18日  | 1994年6月27日  | 官方成员 |
| 俄羅斯   | 1991年12月8日  | 1991年12月12日 | 1993年7月20日  | 官方成员 |
|          | 1991年12月21日 | 1993年6月26日  | 1993年8月4日   | 官方成员 |
|          | 1991年12月21日 | 1992年4月1日   | 1994年2月9日   | 官方成员 |

#### 现独联体参与国
| 国家 | 签署           | 批准           | 宪章批准 | 成员状态 |
| ---- | -------------- | -------------- | -------- | -------- |
|      | 1991年12月21日 | 1991年12月26日 | 未批准   | 参与国   |

#### 退出独联体的国家
| 国家   | 签署          | 批准           | 宪章批准      | 宣布退出      | 退出生效      |
| ------ | ------------- | -------------- | ------------- | ------------- | ------------- |
|        | 1993年12月3日 | 1993年12月3日  | 1994年4月19日 | 2008年8月18日 | 2009年8月18日 |
| 乌克兰 | 1991年12月8日 | 1991年12月10日 | 未批准        | 2018年4月12日 | 2018年5月19日 |

### 未加入独联体的前苏联加盟共和国
| 国家     | 前身                         | 退出日期      | 所属地区 | 政体   |
| -------- | ---------------------------- | ------------- | -------- | ------ |
| 爱沙尼亚 | 爱沙尼亚苏维埃社会主义共和国 | 1991年8月20日 | 北欧     | 议会制 |
| 拉脫維亞 | 拉脫維亞蘇維埃社會主義共和國 | 1991年8月21日 | 北欧     | 议会制 |
| 立陶宛   | 立陶宛蘇維埃社會主義共和國   | 1990年3月11日 | 北欧     | 议会制 |

### 蘇聯解體時成立的未受普遍承认的国家
| 国家                 | 独立前所属国家 | 独立日期       | 所属地区            | 立国事件 |
| -------------------- | -------------- | -------------- | ------------------- | --- |
| 德涅斯特河沿岸       | 摩尔多瓦       | 1990年9月2日   | 东欧                | 1990年9月2日，德涅斯特河沿岸最高蘇維埃宣布成立德涅斯特河沿岸摩尔达维亚苏维埃社会主义共和国，1991年8月25日，德涅斯特河沿岸宣布脱离苏联独立，1991年11月5日，改国名为“德涅斯特河沿岸摩尔达维亚共和国”。1992年德涅斯特河沿岸戰爭中取勝，維持事實獨立。 |
| 伊奇克里亞車臣共和國 | 俄羅斯         | 1991年10月27日 | 东欧                | 1991年10月27日车臣宣布独立，成立伊奇克里亚车臣共和国，现为俄罗斯的一部分。 |
| 南奥塞梯             |                | 1991年11月28日 | 高加索（西亚/东欧） | 1991年11月28日，南奥塞梯自治州政府宣布自格鲁吉亚独立，成立南奧塞梯共和國，1991年12月21日宣布自苏联独立。 |
| 阿尔察赫共和国       |                | 1991年12月10日 | 高加索（西亚/东欧） | 1991年12月10日在苏联瓦解前，纳卡地区举办公民投票，结果纳卡地区以99.89%压倒性赞成宣布自阿塞拜疆独立，成立納戈爾諾-卡拉巴赫共和國。2024年1月1日宣布解散，现隶属于阿塞拜疆。                                                                          |
| 阿布哈茲             |                | 1992年7月23日  | 高加索（西亚/东欧） | 1992年7月23日阿布哈兹宣布自格鲁吉亚独立。成立阿布哈兹共和国。 |

### 蘇聯解體後成立的未受普遍承认的国家
| 国家               | 独立前所属国家 | 独立日期      | 所属地区 | 立国事件 |
| ------------------ | -------------- | ------------- | -------- | --- |
| 顿涅茨克人民共和国 | 乌克兰         | 2014年4月7日  | 东欧     | 2014年4月7日由乌克兰与俄罗斯接壤的顿涅茨克州的亲俄偽軍，在攻占顿涅茨克当地的行政大楼后，宣布成立顿涅茨克人民共和国。 2022年2月21日普京宣布承認其為獨立國家。                                            |
| 卢甘斯克人民共和国 | 乌克兰         | 2014年4月27日 | 东欧     | 乌克兰卢甘斯克州的亲俄罗斯偽軍于2014年4月27日在被占领的州安全部门大楼前宣布成立卢甘斯克人民共和国。 目前该政权得到南奥塞梯共和国和顿涅茨克人民共和国的正式承认。2022年2月21日普京宣布承認其為獨立國家。 |

### 備註
- 德涅斯特河沿岸 、  阿尔察赫共和国 、  阿布哈茲 及  南奥塞梯 为後蘇聯國家“冷冻冲突”地区。此四个国家互相维持友好外交关系并共同建立和組成国家民主与权利共同体（Community of Democracy and Rights of Nations）。

## 苏联解体后各独立主权国家的政治体制及领导人列表
| 順序 | 名稱                            | 政治體制 | 國旗           | 現任領導人                | 地圖                                                |
| ---- | ------------------------------- | -------- | -------------- | ------------------------- | --------------------------------------------------- |
| 1    | 俄羅斯聯邦                      | 半總統制 | 俄罗斯         | 弗拉基米尔·普京           | Russia on the globe (Russia centered) (alternative) |
| 2    | 烏克蘭                          | 半总统制 | 乌克兰         | 弗拉基米尔·泽连斯基       | Ukraine on the globe (Europe centered)              |
| 3    | 白俄羅斯共和國                  | 總統制   | 白俄罗斯       | 亞歷山大·盧卡申科         |                                                     |
| 4    | 哈薩克斯坦共和國                | 總統制   | 哈萨克斯坦     | 卡西姆若马尔特·托卡耶夫   |                                                     |
| 5    | 吉爾吉斯共和國                  | 總統制   | 吉尔吉斯斯坦   | 薩德爾·扎帕羅夫           |                                                     |
| 5    | 塔吉克斯坦共和國                | 總統制   | 塔吉克斯坦     | 埃莫馬利·拉赫蒙           |                                                     |
| 7    | 烏茲別克斯坦共和國              | 總統制   | 乌兹别克斯坦   | 肖开提·米尔则亚耶夫       |                                                     |
| 8    | 土庫曼斯坦                      | 總統制   | 土库曼斯坦     | 谢尔达尔·别尔德穆哈梅多夫 |                                                     |
| 9    | 亞美尼亞共和國                  | 議會制   | 亞美尼亞       | 尼科尔·帕希尼扬           |                                                     |
| 10   | 阿塞拜疆共和國                  | 半總統制 | 阿塞拜疆       | 伊利哈姆·阿利耶夫         |                                                     |
| 11   | 格魯吉亞                        | 議會制   | 格鲁吉亚       | 伊拉克利·科巴希泽         |                                                     |
| 12   | 愛沙尼亞共和國                  | 議會制   | 爱沙尼亚       | 克里斯滕·米哈尔           |                                                     |
| 13   | 拉脫維亞共和國                  | 議會制   | 拉脫維亞       | 埃维卡·西利尼亚           |                                                     |
| 14   | 立陶宛共和國                    | 議會制   | 立陶宛         | 金陶塔斯·帕卢茨卡斯       |                                                     |
| 15   | 摩爾多瓦共和國                  | 議會制   | 摩尔多瓦       | 瑪亞·桑杜                 |                                                     |
| 16   | 阿布哈茲共和國^                 | 總統制   | 阿布哈茲       | 巴德拉·贡巴（代理）       |                                                     |
| 17   | 南奧塞梯共和國^                 | 半總統制 | 南奥塞梯       | 阿蘭·加格洛耶夫           |                                                     |
| 18   | 德涅斯特河沿岸摩爾達維亞共和國^ | 半總統制 | 德涅斯特河沿岸 | 瓦迪姆·克拉斯諾謝利斯基   |                                                     |

## 关联条目
- 苏联历史
- 六四事件
- 东欧剧变
- 兩德統一
- 也門統一
- 葉利欽效應
- 八一九事件
- 第三波民主化
- 南斯拉夫解體
- 独立国家联合体
- 波蘭民主化運動

## 外部連結
- jasonhoho. . YouTube.com. 2007-01-20  [2021-07-01]. （原始内容存档于2021-06-26） （中文）.
- . YouTube.com.   [2014-10-14]. （原始内容存档于2021-05-10）.
- Photographs of the fall of the USSR by photojournalist Alain-Pierre Hovasse, a first-hand witness of these events. （页面存档备份，存于）
- Guide to the James Hershberg poster collection （页面存档备份，存于）, Special Collections Research Center, The Estelle and Melvin Gelman Library, The George Washington University. This collection contains posters documenting the changing social and political culture in the former Soviet Union and Europe (particularly Eastern Europe) during the collapse of Communism in Eastern Europe and the breakup of the Soviet Union. A significant portion of the posters in this collection were used in a 1999 exhibit at Gelman Library titled "Goodbye Comrade: An Exhibition of Images from the Revolution of '89 and the Collapse of Communism."
- Lowering of the Soviet flag in December 25, 1991
- U.S. Response to the End of the USSR from the Dean Peter Krogh Foreign Affairs Digital Archives
- 向异. . 共识网.   [2016-01-04]. （原始内容存档于2016-03-04） （中文（简体））.
- .   [2017-10-27]. （原始内容存档于2022-01-27）.